# Walter Beech
Walter Herschel Beech (Pulaski, Tennessee; 30 de enero de 1891 – Wichita, Kansas; 29 de noviembre de 1950) fue un aviador estadounidense y uno de los primeros empresarios de la aviación que cofundó Beech Aircraft Company (ahora llamada Beechcraft) en 1932 con su esposa, Olive Ann Beech , y un equipo de tres otros.

## Biografía
Nació en Pulaski, Tennessee el 30 de enero de 1891. Beech comenzó a volar en 1905, a los 14 años, cuando construyó un planeador de su propio diseño. Luego, después de volar para el Ejército de los Estados Unidos durante la Primera Guerra Mundial, se unió a Swallow Airplane Company como piloto de pruebas. Más tarde se convirtió en gerente general de la empresa. En 1924, él, Lloyd Stearman y Clyde Cessna formaron Travel Air Manufacturing Company . Cuando la empresa se fusionó con Curtiss-Wright , Beech se convirtió en vicepresidente.
En 1932, él y su esposa, Olive Ann Beech , junto con Ted Wells , KK Shaul y el inversionista CG Yankey, cofundaron Beech Aircraft Company en Wichita, Kansas. Sus primeros aviones Beechcraft ganaron el Trofeo Bendix . Durante la Segunda Guerra Mundial, Beech Aircraft produjo más de 7400 aviones militares. El Beech AT-7/C-45 gemelo entrenó a más del 90 por ciento de los navegantes/bombarderos de las Fuerzas Aéreas del Ejército de EE. UU. La compañía se convirtió en uno de los "tres grandes" en la fabricación de aviones de aviación general estadounidense durante el siglo XX (junto con Cessna y Piper).
Beech murió de un ataque al corazón el 29 de noviembre de 1950. Él y su esposa están enterrados en Old Mission Mausoleum en Wichita.
En 1977, Beech fue incluido póstumamente en el Salón de la Fama de la Aviación Nacional en el Museo Nacional de la Fuerza Aérea de los Estados Unidos , y en 1982, fue incluido en el Salón de la Fama Internacional del Aire y el Espacio en el Museo del Aire y el Espacio de San Diego.